# Palatine (Illinois)
Palatine – wieś w Stanach Zjednoczonych, w stanie Illinois, w hrabstwie Cook; Północno–zachodnie suburbium w obszarze metropolitalnym Chicago. Liczy 64,9 tys. mieszkańców, w tym 10,9% deklaruje polskie pochodzenie. 

## Ludność
Według danych pięcioletnich z 2022 roku, 60,3% mieszkańców identyfikowało się jako biali niebędący Latynosami, 19,7% stanowili Latynosi, 13,1% miało pochodzenie azjatyckie (w połowie Hindusi), 4,8% było rasy mieszanej, 4,5% stanowili czarni lub Afroamerykanie, 0,5% to rdzenni Amerykanie i 0,5% pochodziło wysp Pacyfiku. 24,4% mieszkańców jest urodzonymi poza granicami Stanów Zjednoczonych.